# Ladislav Šosták
Ladislav Šosták (sinh 18 tháng 12 năm 1992), là một cầu thủ bóng đá người Slovakia thi đấu cho MFK Zemplín Michalovce ở vị trí hậu vệ.

## Sự nghiệp câu lạc bộ
Šosták ra mắt tại Fortuna Liga cho MFK Zemplín Michalovce trước FC Spartak Trnava ngày 22 tháng 7 năm 2017.